# Vierde middenhandsbeen
Het vierde middenhandsbeen of os metacarpii IV is het middenhandsbeen, het bot dat de handwortelbeentjes met de ringvinger verbindt. Het is iets kleiner en dunner dan het derde middenhandsbeen.